# Super deformed
Super deformed (overdeform), ofte forkortet SD, er en bestemt form for japanske karikaturer, hvor figurerne tegnes ekstremt forvrænget. 
Når en given figur tegnes som super deformed, sker det typisk som lille og buttet med korte stive ben men med vigtige kropsdele som hovedet forstørret, hvilket sammenlagt får vedkommende til at ligne et lille barn. Resultatet bliver at figuren kommer til at fremstå urealistisk, hvilket forstærker den komiske effekt. Figuren vil typisk mangle forskellige detaljer som folder i tøjet, mens andre ting vil blive forenklede. Til gengæld vil karakteristiske elementer som usædvanlig hårstil eller bestemt tilbehør ofte blive gengivet tydeligt og typisk også overdrevet.

## Super deformed i medierne
Super deformed er udbredt som stil i japansk kultur og kan som sådan findes overalt fra reklamer og metroskilte til anime og manga. I anime og manga bruges det ofte til korte mellemsekvenser til at vise ekstreme eller overdrevne følelser så som vrede eller overraskelse, der ville være sværere at gengive eller virke forkerte, hvis de blev gengivet på et mere realistisk ansigt. De er ofte ment som nuttede og bruges ofte som humoristisk afveksling fra historien.
Det hænder at en humoristisk serie konsekvent tegner en eller flere figurer som super deformed. En af de mest konsekvente eksempler er mangaen og animeserien Puchimas! Petit Idolmaster, der er en parodi på The Idolmaster. Her bliver den oprindelige series tretten idoler og en sekretær alle modsvaret af små super deformede væsener, der modsvarer dem af udseende og opførsel men gjort mere ekstremt med forskellige specielle evner og vaner.
Stilen er også blevet brugt i flere amerikanske tegnefilmserier som f.eks. tre korte afsnit i tilslutning til Avatar: The Last Airbender fra 2005. Alle figurerne var tegnet super deformed, og afsnittene som sådan var parodier på den egentlige serie skabt af dennes skabere. Ligesom deres japanske modstykker benytter amerikanske tegnefilm konceptet med overdrivelser af figurernes udseende.